# Wilfrid Stinissen
Wilfrid Stinissen (* 1927 in Antwerpen, Belgien; † 30. November 2013 in Svalöv, Schweden) war ein belgischer Karmelit, Theologe und Verfasser mehrerer geistlicher Bücher.  

## Leben
Wilfrid Stinissen trat mit achtzehn Jahren in den Karmelitenorden ein. 1967 wurde er von seinem Orden nach Schweden entsandt, wo er mit einigen Mitbrüdern das Kloster Norraby in Tågarp bei Svalöv (Skåne) errichtete, zu dessen Prior er gewählt wurde. Er war der Geistliche Begleiter von Anders Arborelius, als dieser als Novize in das Kloster eintrat. Neben seiner schriftstellerischen Arbeit war P. Stinissen auch ein vielgefragter Referent und Exerzitienmeister.

## Schriften
- Tiefenmeditation und Psychologie.
- Ewigkeit mitten in meiner Zeit. Übersetzt von Christoph Blazejewski. Grünewald, Mainz 2005, ISBN 3-7867-2565-9.
- Die Therapie des Geistes.
- Praying the Name of Jesus: The Ancient Wisdom of the Jesus Prayer. 1999, ISBN 0764804960.
- Nourished by the Word: Reading the Bible Contemplatively. 1999, ISBN 0764803840.
- This is the Day the Lord Has Made: 365 Daily Meditations. 2000, ISBN 0764805940.
- The Gift of Spiritual Direction: On Spiritual Guidance and Care for the Soul. 1999, ISBN 0764803859.